# Olios cursor
Olios cursor là một loài nhện trong họ Sparassidae.
Loài này thuộc chi Olios. Olios cursor được Tord Tamerlan Teodor Thorell miêu tả năm 1894.